# Impact Wrestling Redemption
Redemption fue un evento pago por visión de lucha libre profesional producido por Impact Wrestling. Tuvo lugar el 22 de abril de 2018 en Orlando, Florida. Fue el primer evento bajo la cronología de Redemption y el primer evento en el calendario de pago por evento de Impact Wrestling de 2018. Previamente a las luchas titulares del evento, se anunció los nuevos diseños de los campeonatos de Impact.
El evento contó con la presencia de los luchadores de Lucha Libre AAA Worldwide (AAA) y de Lucha Underground: Aero Star, Drago, El Hijo del Fantasma, Pentagón Jr. y Rey Fénix. Además, se destacó la participación especial de Tessa Blanchard, quien hacía su presentación en Impact Wrestling.

## Antecedentes
El 8 de marzo en Impact Wrestling: Crossroads, Austin Aries derrotó a Johnny Impact, reteniendo el Campeonato Mundial de Impact. Finalizada la lucha, ambos se dieron la mano en señal de respeto pero Alberto el Patrón apareció para aparentemente felicitar a Aries por su victoria, mostrando intenciones por el título de Aries. El 22 de marzo en Impact, Alberto apareció para retar a Aries por él título de manera oficial, a lo que Aries aceptó. El 7 de abril, Alberto fue despedido de Impact Wrestling después de no haberse presentado en la WrestleCon de Nueva Orleans, donde Impact Wrestling y Lucha Underground presentaban un evento juntos, siendo reemplazado por Pentagón Jr. y Rey Fénix para la lucha titular en Redemption.
El 1 de marzo en Impact, Eddie Edwards derrotó a Sami Callihan. Terminada la lucha, Callihan atacó a Edwards mientras que Dave y Jake Crist atacaban a Lashley. Al colocar una silla encima de Edwards golpearla con su bate de béisbol, accidentalmente el golpe rebotó en la silla e impactó contra el rostro de Edwards. Debido a esto, Edwards fue auxiliado inmediatamente debido a la hemorragia provocada por el golpe. Tras una tomografía, se mostraron fracturas en su cara cerca de su ojo. El 15 de marzo en Impact, Callihan derrotó a Fallah Bahh. Una vez terminado el combate, Callihan quiso agredir a Bahh de la misma forma que a Edwards pero este último salió en su defensa. Tras todo esto, comenzó una dura rivalidad entre Callihan y Edwards (tomando en cuenta de que Callihan fue altamente criticado por su falta de ética hacia el problema sucedido, recibiendo críticas de varios, entre ellos, de Jim Cornette y Kassius Ohno). El 5 de abril en Impact, Callihan salió para atacar a Moose mientras éste lucha contra Eli Drake, costándole la victoria y su maletín de Feast or Fired pero Edwards salió para defenderlo. El 12 de abril en Impact, Moose derrotó a Callihan por descalificación ya que este último lo atacó con su bate. Tras la lucha, Callihan atacó junto a Dave y Jake a Moose, y aunque Edwards salió en su defensa, ambos fueron atacados; y cuando quisieron agredir a Alisha Edwards, apareció Tommy Dreamer para defender a Moose y a Edwards. Al finalizar, Dreamer retó a Callihan a un House of Hardcore Match, donde él se asociaría con Edwards y Moose frente a Callihan y los hermanos Crist.
El 15 de marzo en Impact, Eli Drake ganó uno de los maletines de Feast or Feast el cual fue por los Campeonatos Mundiales en Parejas de Impact. A razón de esto, Drake se sintió frustrado porque no tenía compañero (ya que Chris Adonis había dejado Impact Wrestling). El 5 de abril en Impact, Drake derrotó a Moose en un Case vs. Case Match donde sus maletines de Feast or Fired estaban en juego, ganando el maletín que era por el Campeonato Mundial de Impact. El 12 de abril en Impact, Drake reveló a su compañero, quien fue Scott Steiner. Tras esto, ambos retaron a The Latin American Xchange por los títulos en Redemption y estos aceptaron.

## Resultados
- Aero Star derrotó a Drago.
  - Star cubrió a Drago después de un «Springboard Codebreaker».
  - Después de la lucha, ambos se dieron la mano en señal de respeto.
- Eli Drake & Scott Steiner derrotaron a The Latin American Xchange (Ortiz & Santana) y ganaron el Campeonato Mundial en Parejas de Impact.
  - Drake cubrió a Ortiz después de un «Gravy Train».
  - Drake usó su maletín de Feast or Fired para una oportunidad por dicho título, asignando a Steiner como compañero.
- Brian Cage derrotó a DJZ, Trevor Lee, Dezmond Xavier, Taiji Ishimori y El Hijo del Fantasma.
  - Cage cubrió a Xavier después de un «Drill Claw».
- Taya Valkyrie derrotó a Kiera Hogan.
  - Valkyrie cubrió a Hogan después de un «Road to Valhalla».
  - Durante la lucha, Tessa Blanchard estuvo en la mesa de comentaristas, anunciando su ingreso en Impact Wrestling.
- Matt Sydal derrotó a Petey Williams y retuvo el Campeonato de la División X de Impact.
  - Sydal cubrió a Williams después de un «Canadian Destroyer».
  - Williams usó su maletín de Feast or Fired para una oportunidad por dicho título.
- Ohio Versus Everything (Sami Callihan, Dave Crist & Jake Crist) derrotaron a Eddie Edwards, Moose & Tommy Dreamer en un House of Hardcore Match.
  - Callihan cubrió a Dreamer con un «Roll-Up».
  - Después de la lucha, Edwards atacó a Callihan con un palo de kendo, donde golpeó accidentalmente a Alisha Edwards.
- Allie derrotó a Su Yung (con Braxton Sutter) y retuvo el Campeonato Femenino de Impact.
  - Allie cubrió a Yung con un «Roll-Up».
  - Durante la lucha, Sutter interfirió a favor de Yung.
  - Después de la lucha, Sutter trató de calmar a Yung pero ésta le aplicó un «Red Mist» y un «Mandible Claw».
- Pentagón Jr. derrotó a Austin Aries (c) y Rey Fénix y ganó el Campeonato Mundial de Impact.
  - Pentagón cubrió a Aries con un «Penta Driver».
  - Después de la lucha, Pentagón estrechó la mano con Fénix en señal de respeto.
  - Originalmente, Alberto El Patrón iba a ser el retador al título, pero fue reemplazado por Pentagón y Fénix debido a su posterior despido.